# Klokočí (Semilyi járás)
Klokočí település Csehországban, Semilyi járásban. Klokočí Mírová pod Kozákovem, Koberovy és Loučky településekkel határos. Lakosainak száma 203 fő (2024. január 1.).

## Népesség
A település lakosságának változását az alábbi diagram mutatja:
| Lakosok száma | 267  | 340  | 315  | 211  | 156  | 157  | 195  | 199  | 191  | 203  |
|               | 1869 | 1890 | 1921 | 1950 | 1980 | 2001 | 2017 | 2019 | 2022 | 2024 |